# Michas Padhorny
Michas Padhorny (v běloruském originále Міхась Падгорны, op. 18) je běloruská opera z roku 1938 o čtyřech dějstvích. Hudbu k ní napsal skladatel Jaŭhen Karlavič Cikocki (v ruském přepisu Jevgenij Karlovič Tikockij, 1893–1970) a libreto Pjatrus (Pjotr Uscinavič) Broŭka (v ruském přepisu Pjotr Ustinovič Brovka, 1905–1980). Příběh se odehrává v Bělorusku za občanské války a jeho tématem je přerod hlavních hrdinů – prostého mladého muže a ženy ze vsi – pod vlivem komunistické revoluce.

## Historie a charakteristika
Jaŭhen Cikocki byl polského původu a pocházel z Petrohradu, po první světové válce se však usadil v Babrujsku a později v Minsku, kde se zapojil do formování běloruské hudby (byl mimo jiné autorem jedné z prvních běloruských symfonií).
Jeho první opera Michas Padhorny bývá někdy označována jako první běloruská opera, vedle nedochovaných raných oper Stanisława Moniuszka a experimentální opery Osvobození práce Mikalaje Mikalajeviče Čurkina z raných 20. let 20. století však dříve vznikla i komická opera Taras na Parnasu Mikalaje Iljiče Aladaŭa (1927). Cikockého Michas Padhorny však byl první celovečerní vážnou operou na běloruské libreto a její premiérou 10. března 1939 byla v Minsku otevřena nová monumentální budova Státního divadlo opery a baletu Běloruské SSR. V roce 1940 byla opera Michas Padhorny v nové inscenaci a mírné autorské úpravě (někdy označované za druhou verzi) představena v Moskvě na dekádě běloruského umění a získala ocenění kritiky, například spisovatel Alexej Nikolajevič Tolstoj o ní napsal: „V opeře okouzluje svěžest a hloubka lidové tvořivosti“.
Opera v zásadě odpovídá dobovému ideologicky vyžadovanému modelu písňové opery, řada především lyrických nebo sborových epizod tvoří uzavřená čísla vycházející z lidové hudby (například sbory Pa harochaŭju, pa jačannju z 1. dějství, Dze ty, salavejka z 2. dějství, Michasova píseň se sborem Njachaj sabe, pojdzem my ŭ saldaty z 3. dějství, písně Hanky – Svecic sonejka pramjanistaje z prvního a Hej, uznimicesja bujnyja vetry z druhého dějství, árie Michase Pajšla, ne gljanula z druhého dějství, Marysjiny árie Plača rečka z ručajkami z druhého a Prachodzic nočka cjomnaja třetího dějství, milostný duet Michase a Marysji Narešce my adny z prvního dějství). Věnuje však velkou pozornost orchestru – například v programové předehře – a novoromantickým způsobem pracuje s příznačnými motivy (války, utrpení lidu, lásky Michase a Marysji…). Podle sovětského muzikologa Avrama Gozenpuda sice skladatel v opeře využívá lidových intonací, „její hudební jazyk se neobrací do minulosti, ale do budoucna“. Zatímco charakterizace titulního kladného hrdiny se Cikockému podařila méně a trpí plakátovitostí a prvoplánovostí, hudební portrét jeho soka Zmitroka je mnohem přitažlivější; vlastní hrdinkou opery je však Michasova milá (a Zmitrokova žena) Marysja, již vynikajícím způsobem ztělesnila její první představitelka Larysa Aleksandroŭskaja. Postavě Marysji patří i nejznámější melodie opery, píseň Plača rečka z ručajkami.
Opera Michas Padhorny je v každém případě jedním ze základních děl běloruské opery.
Cikocki se k opeře vrátil ještě jednou, opět na libreto Pjatruse Broŭky. V roce 1944 byla poválečná etapa minského operního divadla zahájena jeho operou na soudobý námět Alesja, v roce 1953 dávána v nové úpravě pod názvem Dívka z Polesí. Poté Cikocki Michase Padhorného ještě nově zrevidoval; tato definitivní verze měla premiéru 26. října 1957 ve Velkém státním divadle opery a baletu Běloruské SSR v Minsku.

## Osoby a první obsazení
| osoba                      | hlasový obor  | premiéra 1. verze (10. 3. 1939 [1940])               | premiéra 2. verze (26. 10. 1957)                                                         |
| -------------------------- | ------------- | ---------------------------------------------------- | ---------------------------------------------------------------------------------------- |
| Marysia                    | soprán        | Larysa Pampiejeŭna Aleksandroŭskaja                  | Tamara Ivanaŭna Šymko                                                                    |
| Marysina matka             | mezzosoprán   | Barbara Ivanaŭna Veržbałovič                         | …                                                                                        |
| Marysin otec               | bas           | …                                                    | …                                                                                        |
| Hanka, Marysina přítelkyně | mezzosoprán   | Valancina Fiodaraŭna Vałčaneckaja                    | Lidzija Ivanaŭna Haluškina                                                               |
| Michaś Padhorny            | tenor         | Vasil Pilipavič Lapin                                | Barys Vienijaminavič Nikolski                                                            |
| Aniščuk                    | bas           | Illa Alaksiejevič Muramcaŭ                           | Leanid Fiodaravič Bražnik                                                                |
| Marcin, Michasův přítel    | tenor         | Valeryj Ihnatavič Glušakoŭ                           | Mikałaj Alaksandravič Lazaraŭ                                                            |
| Ihnat Zakreŭski            | bas           | Leanid Michajłavič Kcitaraŭ                          | Uładzimir Jakaŭlevič Lubjanoj                                                            |
| Zmitrok Zakreŭski          | baryton       | Michaił Ivanavič Dzianisaŭ                           | Uładzimir Michajłavič Hłazaŭ                                                             |
| Baba-Lapatucha             | soprán        | …                                                    | …                                                                                        |
| Vincent Anočka             | tenor         | …                                                    | Siamion Mikitavič Udavičenka                                                             |
| Lukaš                      | bas           | …                                                    | …                                                                                        |
| Desátník                   | baryton       | …                                                    | …                                                                                        |
| Starosvat                  | bas           | …                                                    | …                                                                                        |
| První šlechtic             | tenor         | …                                                    | …                                                                                        |
| Druhý šlechtic             | baryton       | …                                                    | …                                                                                        |
| Důstojník                  | tenor         | …                                                    | …                                                                                        |
| Chlapec                    | tenor         | …                                                    | …                                                                                        |
| Dirigent:                  | Dirigent:     | Mark Emanuiłavič Šnejderman                          | Anisim Michajłavič Bron                                                                  |
| Režie:                     | Režie:        | Leŭ Markavič Litvinaŭ [Pavieł Samojłavič Zlatogorov] | Larysa Pampiejeŭna Aleksandroŭskaja                                                      |
| Výprava:                   | Výprava:      | Barys Alaksandravič Matrunin                         | Pavieł Vasilevič Maslenikaŭ                                                              |
| Sbormistr:                 | Sbormistr:    | Volski                                               | Mikałaj Dzmitryjevič Prysiołkaŭ                                                          |
| Choreografie:              | Choreografie: | Kanstancin Aliaksandravič Muler                      | Siamion Uładzimiravič Drečyn, Tamara Siarhiejeŭna Uzunava, Julija Uładzimiraŭna Chiraska |

## Děj opery

### 1. dějství
Travnaté prostranství poblíž běloruské vsi za první světové války. Dvě chudé vesničanky, Marysja a Hanka, si vyprávějí o svých starostech. Hančin muž je na frontě a ona po něm touží a strachuje se o něj. Výřečněji však své soužení popisuje Marysja. Je zamilována do nádeníka Michase Padhorného, ale její rodiče jsou proti jejich lásce. O Marysju se totiž uchází též mnohem žádanější ženich, a to Zmitrok, syn bohatého sedláka Ihnata Zakreŭského. Michas k ženám přistupuje a Marysjiny obavy ještě rozmnoží o své: ve vsi právě probíhají další odvody do vojska a hrozí, že i jeho pošlou na frontu. To by znamenalo, že by se milenci museli nadlouho a možná navždy rozloučit.
Houf Marysjiných a Michasových přátel se je snaží rozveselit a vtáhnout do svých her a tanců. Zábavu však brzy zkalí příchod druhé skupiny venkovské mládeže, kterou vede Zmitrok. Přichází předat Marysji zásnubní dar, drahý šátek. Za Zmitrokem úslužně běhá Marysjin otec. Ale Marysja se Zmitrokovi vyhýbá. Ten jí chce uvázat šátek na krk třeba násilím. Hrubé chování Zmitroka i jeho kumpánů vyvolá šarvátku mezi oběma skupinami mládeže, v níž Michasova strana brzy zvítězí.
Nádeníkova radost však netrvá dlouho. Objevuje se desátník a oznamuje jména odvedených, mezi nimi je i Michasovo. Noví vojáci se mají neprodleně vydat ke svému útvaru. Novinky vyvolávají pohnutí u mnoha obyvatel vesnice, na pozadí jejich komentářů se loučí Michas a Marysja, nevnímajíce okolí a slibujíce si věčnou lásku a věrnost. Zmitroka Marysjino veřejné projevení citů k jeho sokovi nesmírně rozzlobí a utvrzuje jeho nenávist k Michasovi.

### 2. dějství
O Michasovi již půldruhého roku nedorazily domů žádné zprávy a Zmitrok dal šeptandou rozhlásit, že je Michas mrtev. Na naléhání rodičů se Marysja podvolila a vdává se za Zmitroka. Novomanželé se právě vracejí od oddavek na statek Zakreŭských, kde je očekává blahopřání svatebčanů a svatební hostina. Marysja stále oplakává milovaného Michase, a je proto na nevěstu příliš zakřiknutá, o to veselejší je ženich. Zmytrok se před hosty honosí svým bohatstvím i konečným triumfem nad nenáviděným sokem v lásce.
Veselí, tanec a zpěv jsou v nejlepším, když se ve dveřích objeví Michas Padhorny. Přijel domů na dovolenku, dozvěděl se o změně Marysjiných citů a přispěchal se přesvědčit, zda je zpráva o jejím sňatku se Zmitrokem pravdivou. Marysja mu běží radostně vstříc a chce mu padnout kolem krku. Pohoršení hosté jí v tom zabrání a Zmitrok dává nezvaného svatebního hosta vyhodit ze dveří. Marysja proklíná Zmitroka: nechtěla jej, nemiluje jej a z jejich manželství pro něj udělá stejné trápení, jakým je pro ni.

### 3. dějství
Píše se rok 1917, po Únorové revoluci. Na ves však tak jako dříve těžce doléhá válka. Opět jsou odváděni muži do boje, jen v čele odvodní komise nyní stojí Zmitrok Zakreŭski jako místní zmocněnec Prozatímní vlády. O svém zklamání si na shromaždišti před kostelem vyprávějí noví branci i ostatní vesničané.
Podruhé od začátku války se do vsi vrací Michas, tentokrát po zranění a potají. Hanka mu zprostředkovala setkání s Marysjou, jíž Michas žádá, aby opustila svého manžela a odešla s ním. Marysja sice Michase stále miluje, k takovému kroku příčícímu se právu i tradicím se však nedokáže odhodlat.
Michas však nepřišel do vsi jen kvůli Marysji. Ve vojsku se dozvěděl mnohé o revolučním bolševickém učení s podobná slova slyší i zde od svého starého přítele a mentora Aniščuka. Když se na návsi setkají branci s děvčaty vracejícími se z polních prací, nachází Michas ideální obecenstvo, před nímž drží řeč o nadcházející nevyhnutelné revoluci a o nutnosti boje proti pánům a kulakům, bez nichž nastane zcela nový, šťastný život.
Zmitrok, který přišel dohlédnout na odchod odvedenců, zjednává pořádek a dává buřiče Michase zavřít. Branci se připojují k vojenskému oddílu procházejícímu vsí a odcházejí na frontu.

### 4. dějství
Proběhla Říjnová revoluce. I do vsi docházejí zprávy o mocenském převratu. Lid se dožaduje na Zmitrokovi Zakreŭském realizace Dekretu o půdě, podle něhož by měla být kulacká půda rozdělena ve prospěch venkovské chudiny. Zmocňují se tedy pozemků i jiného majetku Zakreŭských. Naopak bolševika Michase lid osvobozuje z vězení.
Marysja se přizpůsobuje změněné situaci; konečně opouští manžela a přidává se k Michasovi. Ponížený a rozzuřený Zmitrok se na Michase vrhá s nožem, ale je i se svým otcem přemožen a spoután vesničany. Michas plamenně oslovuje lid a varuje jej, aby se dnešními příznivými událostmi nedali ukolébat. Nepřátelé lidu dosud nesložili zbraně a je třeba dále bojovat až do plného vítězství sovětské moci.